# Magnolia Network
Magnolia Network (anteriormente conhecida como DIY Network) é uma rede de televisão a cabo norte-americana de propriedade da Warner Bros. Discovery, criada em 1999. É um spin-off do canal HGTV, embora originalmente se concentrasse na programação instrucional relacionada às atividades "faça você mesmo". A DIY Network desde então exibiu séries no estilo de documentário relacionadas a reparos e reformas residenciais.
Em fevereiro de 2015, a DIY Network estava disponível para aproximadamente 60.942.000 residências com TV paga (52,4% das residências com televisão) nos Estados Unidos.
Em 19 de outubro de 2009 uma versão canadense foi lançada em substituição da versão local do canal Fine Living.

## História
DIY foi a segunda rede a ser lançada pela EW Scripps Company depois da HGTV. Nos primeiros dois anos, alguns programas da HGTV foram usados e, posteriormente, novos conteúdos originais foram criados. A programação do canal era principalmente voltada para o público masculino, ao contrário do HGTV que era voltado para o público feminino.
A emissora anunciou que começaria as transmissões em alta definição em 12 de maio na Dish Network.
Em novembro de 2018, Chip e Joanna Gaines do docu-reality Casa su misura anunciaram no The Tonight Show que estava em negociações com a Discovery para criar um canal de estilo de vida. Em abril de 2019, a Discovery anunciou oficialmente a criação da Magnolia Network, em parceria com a empresa Magnolia da família Gaines, e em substituição da DIY Network. O lançamento do canal foi marcado para 8 de outubro de 2020 mas devido à pandemia de COVID-19, foi adiado para 2021.
Em 5 de janeiro de 2022, a DIY Network foi oficialmente relançado como Magnolia Network. Em conjunto com o lançamento foram veiculados os novos episódios de Casa su Misura. Em poucos dias, uma de suas séries de lançamento e destaque, Home Work, foi removida do canal e do Discovery+ devido a alegações de trabalho abaixo do padrão, longos atrasos e cobranças flagrantes pelos apresentadores do programa, Andrew e Candis Meredith, em projetos anteriores. A série logo foi trazida de volta à Magnolia Network depois que a investigação não encontrou intenções "doentes ou maliciosas" do casal que dirigiu a série. 

Em abril de 2022, a Discovery Inc. se fundiu com a WarnerMedia para formar a Warner Bros. Discovery. Em 7 de abril de 2022, foi relatado que após a conclusão da fusão, a liderança da Magnolia Network se reportaria a Casey Bloys - diretor de conteúdo da HBO e HBO Max.